# Vojtěch Bradáč
Vojtěch Bradáč (Žižkov, 6 de outubro de 1913 - 30 de março de 1947) foi um futebolista checo que atuava como atacante.

## Carreira
Vojtěch Bradáč fez parte do elenco da Seleção Checoslovaca de Futebol, na Copa de 1938. 